# 855 Newcombia
855 Newcombia è un asteroide della fascia principale. Scoperto nel 1916, presenta un'orbita caratterizzata da un semiasse maggiore pari a 2,3618322 au e da un'eccentricità di 0,1788813, inclinata di 10,88305° rispetto all'eclittica.
L'asteroide è dedicato all'astronomo statunitense Simon Newcomb.